# Linaria sulphurea
Linaria sulphurea är en grobladsväxtart som beskrevs av J.G.Segarra och Mateu. Linaria sulphurea ingår i släktet sporrar, och familjen grobladsväxter. Inga underarter finns listade i Catalogue of Life.